# Apocorophium acutum
Apocorophium acutum är en kräftdjursart som först beskrevs av Édouard Chevreux 1908.  Apocorophium acutum ingår i släktet Apocorophium och familjen Corophiidae. Inga underarter finns listade i Catalogue of Life.